# Inscripteur
 (mai 2016).
Si vous disposez d'ouvrages ou d'articles de référence ou si vous connaissez des sites web de qualité traitant du thème abordé ici, merci de compléter l'article en donnant les références utiles à sa vérifiabilité et en les liant à la section « Notes et références ».
Dans une calculatrice mécanique, on appelle inscripteur l'organe qui permet à l'opérateur d'entrer un nombre dans la machine.

## Types d'inscripteurs
Il existe plusieurs types d'inscripteurs et plusieurs moyens d'action sur ces inscripteurs. Le plus connu est le clavier décimal que l'on trouve encore sur les calculatrices électroniques ou sur les claviers numériques des ordinateurs et que l'on utilise avec les doigts.

### Avec un stylet
- Roue à stylet (Pascaline, Webb Adder)
- Crémaillère à stylet (Comptator)
- Glissière à stylet (Stima, et instruments de calcul : Caze, Troncet)
- Chaîne à stylet (Golden Gem)
- Roue crantée à stylet (Addipresto)

### Avec le doigt
- Roue crantée, action au doigt (Multifix, Alpina, Solo)
- Curseur linéaire (Arithmomètre, Curta, inscripteur du multiplicande de la Millionnaire)
- Curseur cylindrique (Odhner)
- Sélecteur circulaire (inscripteur du multiplicateur de la Millionnaire)
- Clavier complet (Comptometer)
- Demi-clavier complet (Bell Punch Plus)
- Clavier réduit :
  - Une seule touche par position décimale (Add-A-Matic). Ajoute 1 à chaque pression.
  - Clavier à une seule rangée de touches (Addix)
  - Clavier à deux rangées de touche (Facit)
  - Clavier décimal (à quatre rangées de touches) (Addo-X)

### Lecture d'un enregistrement
- Carte perforée (utilisée par les machines électro-mécaniques ou électroniques). La carte a été préalablement perforée à la main, avec une perforatrice ou avec une perfo/vérif.